# Gat
Gat je naselje u Hrvatskoj, regiji Slavoniji u Osječko-baranjskoj županiji i nalazi se u sastavu grada Belišća.

## Zemljopisni položaj
Gat se nalazi na 94 metara nadmorske visine u nizini istočnohrvatske ravnice, a nedaleko sela protječu rijeke Karašice i Drava. Selo se nalazi na državnoj cesti D34 Valpovo – Donji Miholjac. Susjedna naselja: jugoistočno Belišće i Kitišanci, a južno Veliškovci (granica između ova dva naselja je državna cesta D34) i Tiborjanci, te zapadno Črnkovci naselje u općini Marijanci. Pripadajući poštanski broj je 31554 Belišće, telefonski pozivni 031 i registarska pločica vozila OS (Osijek). Površina katastarske jedinice naselja Gat je 17,22 km2.

## Stanovništvo
U Gatu živi 608 stanovnika prema popisu stanovništva iz 2021. godine. Broj stanovnika se smanjio za 97 u odnosu na popis stanovništva iz 2011. kada je naselje imalo 705 stanovnika.
| broj stanovnika | 559   | 526   | 507   | 529   | 599   | 551   | 579   | 581   | 676   | 690   | 779   | 721   | 715   | 840   | 764   | 705   | 608   |
|                 | 1857. | 1869. | 1880. | 1890. | 1900. | 1910. | 1921. | 1931. | 1948. | 1953. | 1961. | 1971. | 1981. | 1991. | 2001. | 2011. | 2021. |

## Poznate osobe
- Josip Hamm, hrvatski jezikoslovac.

## Crkva
U selu se nalazi rimokatolička crkva Sv. Preobraženja Gospodinovoga koja pripada katoličkoj župi Sv. Roka u Veliškovcima i donjomiholjačkom dekanatu Đakovačko-osječke nadbiskupije. Crkveni god (proštenje) ili kirvaj slavi se 6. kolovoza.

## Kultura
Kulturno umjetničko društvo "Ante Evetović Miroljub" Veliškovci, Gat i Tiborjanci.

## Šport
- NK Gat natječe se u sklopu 3. ŽNL NS Valpovo – Donji Miholjac. Klub je osnovan 1978.

- MNK Belišće

## Ostalo
U selu djeluje Dobrovoljno vatrogasno društvo Gat, osnovano 1924., te Udruga športskih ribolovaca  "Virje" Gat.

## Vanjske poveznice
- http://www.belisce.net/